# Hiroyuki Goto
Hiroyuki Gotō (後藤 裕之, Gotō Hiroyuki) (Tóquio, Japão, 2 de agosto de 1973) recitou 42.195 dígitos da constante pi em 18 de fevereiro de 1995. Este definiu um novo recorde mundial na época, o qual se manteve durante mais de uma década até que Lu Chao o quebrar em 2005.
Ele é um game designer na empresa Namco. Ele foi o criador do famoso jogo de puzzle de palavras Kotoba no Puzzle Moji Pittan, o qual foi lançado como um arcade game em 2001 e mais tarde tornou-se disponível para várias consolas e sistemas portáteis.